# Selección de fútbol sub-20 de Mauritania
La Selección de fútbol sub-20 de Mauritania es el equipo que representa al país en el Mundial Sub-20, en la Copa Árabe Sub-20 y en el Campeonato Juvenil Africano; y es controlado por la Federación de Fútbol de la República Islámica de Mauritania.

## Participaciones

### Mundial Sub-20
| Año   | Ronda         | J             | G             | E             | P             | GF            | GC            |
| ----- | ------------- | ------------- | ------------- | ------------- | ------------- | ------------- | ------------- |
| 1977  | No clasificó  | No clasificó  | No clasificó  | No clasificó  | No clasificó  | No clasificó  | No clasificó  |
| 1979  | No clasificó  | No clasificó  | No clasificó  | No clasificó  | No clasificó  | No clasificó  | No clasificó  |
| 1981  | No clasificó  | No clasificó  | No clasificó  | No clasificó  | No clasificó  | No clasificó  | No clasificó  |
| 1983  | No clasificó  | No clasificó  | No clasificó  | No clasificó  | No clasificó  | No clasificó  | No clasificó  |
| 1985  | No clasificó  | No clasificó  | No clasificó  | No clasificó  | No clasificó  | No clasificó  | No clasificó  |
| 1987  | No clasificó  | No clasificó  | No clasificó  | No clasificó  | No clasificó  | No clasificó  | No clasificó  |
| 1989  | No clasificó  | No clasificó  | No clasificó  | No clasificó  | No clasificó  | No clasificó  | No clasificó  |
| 1991  | No clasificó  | No clasificó  | No clasificó  | No clasificó  | No clasificó  | No clasificó  | No clasificó  |
| 1993  | No clasificó  | No clasificó  | No clasificó  | No clasificó  | No clasificó  | No clasificó  | No clasificó  |
| 1995  | No clasificó  | No clasificó  | No clasificó  | No clasificó  | No clasificó  | No clasificó  | No clasificó  |
| 1997  | No clasificó  | No clasificó  | No clasificó  | No clasificó  | No clasificó  | No clasificó  | No clasificó  |
| 1999  | No clasificó  | No clasificó  | No clasificó  | No clasificó  | No clasificó  | No clasificó  | No clasificó  |
| 2001  | No clasificó  | No clasificó  | No clasificó  | No clasificó  | No clasificó  | No clasificó  | No clasificó  |
| 2003  | No clasificó  | No clasificó  | No clasificó  | No clasificó  | No clasificó  | No clasificó  | No clasificó  |
| 2005  | No clasificó  | No clasificó  | No clasificó  | No clasificó  | No clasificó  | No clasificó  | No clasificó  |
| 2007  | No clasificó  | No clasificó  | No clasificó  | No clasificó  | No clasificó  | No clasificó  | No clasificó  |
| 2009  | No clasificó  | No clasificó  | No clasificó  | No clasificó  | No clasificó  | No clasificó  | No clasificó  |
| 2011  | No clasificó  | No clasificó  | No clasificó  | No clasificó  | No clasificó  | No clasificó  | No clasificó  |
| 2013  | No clasificó  | No clasificó  | No clasificó  | No clasificó  | No clasificó  | No clasificó  | No clasificó  |
| 2015  | No clasificó  | No clasificó  | No clasificó  | No clasificó  | No clasificó  | No clasificó  | No clasificó  |
| 2017  | No clasificó  | No clasificó  | No clasificó  | No clasificó  | No clasificó  | No clasificó  | No clasificó  |
| 2019  | No clasificó  | No clasificó  | No clasificó  | No clasificó  | No clasificó  | No clasificó  | No clasificó  |
| 2021  | Por definirse | Por definirse | Por definirse | Por definirse | Por definirse | Por definirse | Por definirse |
| Total | 0/22          | 0             | 0             | 0             | 0             | 0             | 0             |

### Campeonato Juvenil Africano
| Campeonato Juvenil Africano | Campeonato Juvenil Africano | Campeonato Juvenil Africano | Campeonato Juvenil Africano | Campeonato Juvenil Africano | Campeonato Juvenil Africano | Campeonato Juvenil Africano | Campeonato Juvenil Africano |
| Año                         | Resultado                   | J                           | G                           | E                           | P                           | GF                          | GC                          |
| --------------------------- | --------------------------- | --------------------------- | --------------------------- | --------------------------- | --------------------------- | --------------------------- | --------------------------- |
| 1979                        | No participó                | No participó                | No participó                | No participó                | No participó                | No participó                | No participó                |
| 1981                        | Primera Ronda               | 2                           | 0                           | 0                           | 2                           | 1                           | 6                           |
| 1983                        | No participó                | No participó                | No participó                | No participó                | No participó                | No participó                | No participó                |
| 1985                        | No participó                | No participó                | No participó                | No participó                | No participó                | No participó                | No participó                |
| 1987                        | Primera Ronda               | 2                           | 0                           | 0                           | 2                           | 0                           | 6                           |
| 1989                        | Abandonó el torneo          | Abandonó el torneo          | Abandonó el torneo          | Abandonó el torneo          | Abandonó el torneo          | Abandonó el torneo          | Abandonó el torneo          |
| 1991                        | No clasificó                | No clasificó                | No clasificó                | No clasificó                | No clasificó                | No clasificó                | No clasificó                |
| 1993                        | No clasificó                | No clasificó                | No clasificó                | No clasificó                | No clasificó                | No clasificó                | No clasificó                |
| 1995                        | Abandonó el torneo          | Abandonó el torneo          | Abandonó el torneo          | Abandonó el torneo          | Abandonó el torneo          | Abandonó el torneo          | Abandonó el torneo          |
| 1997                        | No clasificó                | No clasificó                | No clasificó                | No clasificó                | No clasificó                | No clasificó                | No clasificó                |
| 1999                        | Abandonó el torneo          | Abandonó el torneo          | Abandonó el torneo          | Abandonó el torneo          | Abandonó el torneo          | Abandonó el torneo          | Abandonó el torneo          |
| 2001                        | No participó                | No participó                | No participó                | No participó                | No participó                | No participó                | No participó                |
| 2003                        | Abandonó el torneo          | Abandonó el torneo          | Abandonó el torneo          | Abandonó el torneo          | Abandonó el torneo          | Abandonó el torneo          | Abandonó el torneo          |
| 2005                        | No participó                | No participó                | No participó                | No participó                | No participó                | No participó                | No participó                |
| 2007                        | No clasificó                | No clasificó                | No clasificó                | No clasificó                | No clasificó                | No clasificó                | No clasificó                |
| 2009                        | No clasificó                | No clasificó                | No clasificó                | No clasificó                | No clasificó                | No clasificó                | No clasificó                |
| 2011                        | No participó                | No participó                | No participó                | No participó                | No participó                | No participó                | No participó                |
| 2013                        | No clasificó                | No clasificó                | No clasificó                | No clasificó                | No clasificó                | No clasificó                | No clasificó                |
| 2015                        | No clasificó                | No clasificó                | No clasificó                | No clasificó                | No clasificó                | No clasificó                | No clasificó                |
| 2017                        | No clasificó                | No clasificó                | No clasificó                | No clasificó                | No clasificó                | No clasificó                | No clasificó                |
| 2019                        | No clasificó                | No clasificó                | No clasificó                | No clasificó                | No clasificó                | No clasificó                | No clasificó                |
| Total                       | 2/20                        | 4                           | 0                           | 0                           | 4                           | 1                           | 12                          |

### Copa Árabe Sub-20
| Año   | Ronda          | J            | G            | E            | P            | GF           | GC           |
| ----- | -------------- | ------------ | ------------ | ------------ | ------------ | ------------ | ------------ |
| 2011  | No participó   | No participó | No participó | No participó | No participó | No participó | No participó |
| 2012  | Fase de grupos | 3            | 1            | 0            | 2            | 4            | 5            |
| 2014  | Cancelado      | Cancelado    | Cancelado    | Cancelado    | Cancelado    | Cancelado    | Cancelado    |
| Total | 1/3            | 3            | 1            | 0            | 2            | 4            | 5            |